# زرین‌سر
زرین‌سر (نام علمی: Loxioides bailleui) نام یک گونه از سرده سهره‌های گل‌فروش است.